# Göksun
Göksun – miasto w Turcji w prowincji Kahramanmaraş.
Według danych na rok 2000 miasto zamieszkiwało 30232 osób.